# Goalball ai XVII Giochi paralimpici estivi
Le gare di goalball ai XVII Giochi paralimpici estivi sono state svolte tra il 29 agosto e il 5 settembre 2024 presso lo Stadio Pierre de Coubertin (Parigi), a Parigi.

## Formato
Le squadre partecipanti (otto maschili e altrettante femminili) hanno disputato un'iniziale fase a gironi, suddivise in due gruppi da quattro squadre ciascuno. Sono stati assegnati tre punti alla vincitrice di ogni incontro, un punto in caso di parità e zero in caso di sconfitta. Tutte le squadre hanno affrontato la fase finale, comprensiva di quarti, semifinali, finale per la medaglia di bronzo e finale per la medaglia d'oro. Sono stati disputati anche gli incontri per determinare le posizioni dalla quinta all'ottava.

## Squadre partecipanti

### Squadre maschili partecipanti
- Francia (Paese ospitante)
- Brasile
- Canada
- Cina
- Egitto
- Iran
- Stati Uniti
- Ucraina

### Squadre femminili partecipanti
- Francia (Paese ospitante)
- Brasile
- Canada
- Cina
- Israele
- Giappone
- Corea del Sud
- Turchia

## Calendario
| Maschile dettagli  | G | G | G | G | QF |    | SF | B | F |
| Femminile dettagli | G | G | G | G |    | QF | SF | B | F |

| G | Gironi eliminatori | QF | Quarti di finale | SF | Semifinali | B | Finale medaglia di bronzo | F | Finale medaglia d'oro |

## Podi
| Evento           | Oro      | Argento | Bronzo  |
| ---------------- | -------- | ------- | ------- |
| Torneo maschile  | Giappone | Ucraina | Brasile |
| Torneo femminile | Turchia  | Israele | Cina    |